# Eurostopodus mystacalis
Eurostopodus mystacalis е вид птица от семейство Caprimulgidae.

## Разпространение
Видът е разпространен в Австралия и Папуа Нова Гвинея.